# Vajèn van den Bosch
Vajèn van den Bosch (født 13. marts 1998 i Oijen) er en nederlandsk sangerinde, muscal artist, skuespiller og tegnefilmsdubber. Hun har et forhold til skuespilleren Lennart Timmerman..

## Karriere
Van den Bosch begyndte sin sangkarriere i en alder af 10 år ved at auditere for The Sound of Music. Hun blev valgt ud af 2000 børn, for at synge i en af de seks grupper af Von Trappfamilier. Van den Bosch optrådte med sin lille gruppe i tv-programmet, The Show of Music, der blev sendt af det nederlandske TV-kanal AVRO. Det var også hendes tv-debut. Derefter spillede van den Bosch i endnu flere store musikalske produktioner og små teaterforestillinger. Hendes første hovedrolle fik hun i Droomvlucht, hvor hun spillede elfen Lila. Derefter deltog van den Bosch i The Voice Kids. I 2012/2013 spillede Vajèn teen Fiona i Shrek the Musical , og hun har arrangeret en velgørenhedskoncert. I november 2013, deltog Vajèn i musicalen 'Titus', i Teater de Lievekamp i Oss.
I løbet af teatersæsonen 2013/2014 kunne van den Bosch ses i Klaas Vaak, en eventyrmusical, hvor Vajèn spillede frøprinsessen Anura. Denne rolle delte hun med sin søster Venna og Manouk Pluis. Fra den 23. november 2014 kunne Van den Bosch ses som Liesl, den ældste datter af Kaptajn Von Trapp i The Sound of Music.
Van den Bosch begyndte på sin 11. år med sangundervisning. Hun studerede i skoleåret 2013/2014 på Fontys Muziekconservatorium i Tilburg. Vajèn debuterede den 1. september 2014 i ungdoms-serien SpangaS, som Juliette men stoppede igen i 2015. Van den Bosch fik efterfølgende hovedrollen Sandy i musicalen Grease. I 2016 spillede Vajèn Prinsesse Tessa i Den Bestøvlede Kat i Efteling Teater og har medvirket i filmen Hart Beat. 

### The Voice Kids
Van den Bosch opnåede berømmelse gennem hendes deltagelse i programmet The Voice Kids. I hendes 'Blind Audition' sang Vajén "the Climb" af Miley Cyrus. Van den Bosch vandt The Battles, og The Sing Off, der fulgte umiddelbart efter, og blev af sin coach Marco Borsato valgt til at synge i finalen. Finalen fandt sted på den 23. marts 2012. Vajén tabte finalen sammen med Dave Dekker til Fabiënne Bergmans.
Indtil 2008 var Van den Bosch en af de få der havde navnet Vajèn. Efter The Voice Kids i 2012 fik 174 piger navnet. Hvis alle stavningsvariationer bliver taget i betragtning, havde 428 piger i 2012 fået dette navn. Til sammenligning: den mest populære navn i 2012 var Emma og den blev givet til 680 piger. Den pludselige stigning falder sammen med den berømmelse der Vajèn van den Bosch fik.

## Venna van der Bosch
Van den Bosch' yngre søster Venna er også aktiv som musicalsanger. Venna gjorde audition for The Sound of Music, og blev valgt til at spille den samme rolle, som hendes søster Vajèn havde spillet i en tidligere udgave: Martha von Trapp.

## Teater

### Musikal
| År        | Musical                                      | Rolle                   | Producent                     | Teater                                  |
| --------- | -------------------------------------------- | ----------------------- | ----------------------------- | --------------------------------------- |
| 2008      | Hotel Johanna                                | Stichting Oss Cultureel |                               | Theater de Lievekamp Oss                |
| 2008-2009 | The Sound of Music                           | Martha von Trapp        | V&V Entertainment             | Efteling Theater                        |
| 2009      | Joseph and the Amazing Technicolor Dreamcoat | Esther                  | Stage Entertainment           | Beatrix Theater                         |
| 2010      | Octopussy                                    | Stichting Oss Cultureel |                               | Theater de Lievekamp Oss                |
| 2010-2011 | Mary Poppins                                 | Jane Banks              | Stage Entertainment           | Circustheater                           |
| 2011-2012 | Droomvlucht                                  | Lila                    | Stage Entertainment           | Efteling Theater                        |
| 2012      | Revue Oss anno nu                            | Guusje                  | Stichting Oss Cultureel       | Theater de Lievekamp Oss                |
| 2012-2013 | Shrek                                        | Teen Fiona              | V&V Entertainment             | RAI Amsterdam, later tour door het land |
| 2013      | De Engel van Amsterdam                       | Rafaël                  |                               | Theater de Lievekamp in Oss.            |
| 2013      | Titus                                        | Titia                   |                               | Theater de Lievekamp in Oss             |
| 2013-2014 | Klaas Vaak                                   | Frøgenprinses Anura     | Efteling Theaterproducties    | Efteling Theater                        |
| 2014-2015 | The Sound of Music                           | Liesl Von Trapp         | Albert Verlinde Entertainment | Tour                                    |
| 2015-2016 | Grease                                       | Sandy                   | Stage Entertainment           | Tour                                    |
| 2016-2017 | Musicals in Concert                          | Soliste                 | Stage Entertainment           | Tour                                    |
| 2016-2017 | De gelaarsde kat                             | Prinses Tessa           | Efteling Theaterproducties    | Efteling Theater                        |

## Filmhistorie

### Tv-serier
- 2008: Cory i Det Hvide Hus - Stemme på Sophie
- 2008: Do Re, Hvem? (AVRO) - Auditant
- 2008: The Show of Music (AVRO) - Martha
- 2011: Chuggington - Stemme på Koko
- 2011: Held og lykke, Charlie! - Stemme på Jo
- 2012: Bien Maja- Stemme på Bien Maja
- 2012: The Voice Kids (RTL 4) - Kandidat
- 2013: Dog with a Blog - Stemme på Avery Jennings
- 2014: Wolfblood - Stemme på Madeline 'Maddy' Smith
- 2014: The Hathaways - Stemme på Taylor Hathaway
- 2014: Wie-o-wie Zingt Do Re Mi? (RTL 8) - Studievært
- 2014-2015: SpangaS (NCRV) - Juliette Vrolijks
- 2016: Goede tijden, slechte tijden - Moon van Panhuys
- 2016: Nieuwe Tijden - Moon van Panhuys
- 2016: Ghost Rockers - Fenne Dijkstra

### Film
- 2012 Thor: Legenden fra Valhalla - Stemme på Edda
- 2013 Vampyrsøstrene - Stemme på Silvania
- 2014 Ice Age 4 - Stemme på Peaches
- 2014 Bien Maya: Første flyvning - Stemme på Bien Maya
- 2014 Annie - Stemme på Pepper
- 2015: SpangaS in Actie - Juliette Vrolijks
- 2015: Bibi og tina - Stemme på shopie
- 2016: Heart Beat - Zoë
- 2016: Vaiana - Stemme på Vaiana

## Diskografi

### Singler
- The Climb - 17. februar 2012 - Nr. 10 i de Single Top 100
- Show Me Heaven - 23. marts 2012 - Nr. 26 i de Single Top 100
- Een Wereld Van Licht - 19. december 2013 - Titelsong af Musical 2.0, sammen med Tessa van Tol og Cindy Bell
- Heart Beat - Rein van Duivenboden & Vajèn van den Bosch[11]

### Øvrige
- For reklamekampagnen af Verdensnaturfonden har vajèn sunget Walking in the Air.